# Johann Ludwig Backhaus
Johann Ludwig Backhaus (* 1715 in Gotha; † 1771 ebenda) war ein deutscher Organist.

## Leben
Backhaus besuchte die Schule in Gotha und lernte Komposition bei Gottfried Heinrich Stölzel.
Bereits in seinem 13. Lebensjahr wurde er zum Organisten der Stiftskirche ernannt. In Jena studierte er Rechtswissenschaften.
1740 wurde er in Gotha zum Stadtorganisten mit Dienst an der Margarethenkirche und der Augustinerkirche berufen.